# Steinane
Die Steinane (norwegisch für Steine) sind zwei kleine Inseln vor der Ingrid-Christensen-Küste des ostantarktischen Prinzessin-Elisabeth-Lands. Sie liegen 13 km südöstlich der Inselgruppe Søstrene im östlichen Teil des Publications-Schelfeises in der Prydz Bay.
Norwegische Kartographen, die sie auch benannten, kartierten sie anhand von Luftaufnahmen der Lars-Christensen-Expedition 1936/37.